# Anna Admiraal
Anna Admiraal (Amsterdam, 16 oktober 1652 – aldaar, 6 juli 1690) was een Nederlandse toneelspeelster bij de Amsterdamse Schouwburg.

## Biografie
Ze was de dochter van wieldraaier Jan Thijsz en Liesbeth Dircks. Haar jongere broer Daniel Admiraal was een reizend toneelspeler. Anna Admiraal was vóór 1680 getrouwd met de toneelspeler Hermanus Koning met wie ze twee dochters en twee zonen kreeg.
In 1678 begon Admiraal als toneelspeelster. Ze had een goed aanzien op het toneel, maar ze vorderde nauwelijks in haar toneelspel gedurende de jaren. Ze kreeg 2 gulden en 10 cent per optreden in 1680. Haar man daarentegen was een gevierd acteur.
Naast toneelspelen bezaten Admiraal en Koning ook de koffieschenkerij In het Royale Koffyhuys dat in de Papenbroeksteeg (de tegenwoordige Kalverstraat nr. 3) stond.
Anna Admiraal overleed in 1690, na de geboorte van haar (vermoedelijk) vierde kind.
- Biografisch Portaal: 50803657
- Gemeinsame Normdatei: 1352332183
- Virtual International Authority File: 25173669151807660006